# Giải bóng đá hạng nhất quốc gia Tahiti 2014–15
Giải bóng đá hạng nhất quốc gia Tahiti 2014–15 là mùa giải thứ 68 của Giải bóng đá hạng nhất quốc gia Tahiti được tổ chức bởi Liên đoàn bóng đá Tahiti kể từ khi thành lập năm 1948.

## Bảng xếp hạng
| XH | Đội                 | Tr | T | H | T | BT | BB | HS  | Đ  | Lên hay xuống hạng                               |
| -- | ------------------- | -- | - | - | - | -- | -- | --- | -- | ------------------------------------------------ |
| 1  | Tefana              | 9  | 9 | 0 | 0 | 49 | 3  | +46 | 40 | Tham dự Vòng Playoff Vô địch                     |
| 2  | Pirae               | 9  | 5 | 2 | 2 | 57 | 19 | +38 | 30 | Tham dự Vòng Playoff Vô địch                     |
| 3  | Dragon              | 9  | 4 | 3 | 2 | 36 | 17 | +19 | 28 | Tham dự Vòng Playoff Vô địch                     |
| 4  | Manu-Ura            | 9  | 5 | 3 | 1 | 30 | 10 | +20 | 27 | Tham dự Vòng Playoff Vô địch                     |
| 5  | Central Sport       | 9  | 4 | 2 | 3 | 23 | 20 | +3  | 27 | Tham dự Vòng Playoff Vô địch                     |
| 6  | Roniu               | 9  | 4 | 1 | 4 | 21 | 28 | −7  | 24 | Tham dự Vòng Playoff Vô địch                     |
| 7  | Vénus               | 9  | 4 | 3 | 2 | 28 | 20 | +8  | 24 |                                                  |
| 8  | Excelsior (R)       | 9  | 1 | 1 | 7 | 12 | 56 | −44 | 15 | Xuống hạng Giải bóng đá hạng nhì quốc gia Tahiti |
| 9  | Tahiti Nui U-17 (R) | 9  | 1 | 0 | 8 | 13 | 37 | −24 | 12 | Xuống hạng Giải bóng đá hạng nhì quốc gia Tahiti |
| 10 | Tamarii Faa'a (R)   | 9  | 0 | 1 | 8 | 10 | 69 | −59 | 12 | Xuống hạng Giải bóng đá hạng nhì quốc gia Tahiti |

Cập nhật đến ngày 23 tháng 11 năm 2014
Nguồn: RSSSF
Quy tắc xếp hạng: 1. Điểm; 2. Hiệu số bàn thắng; 3. Số bàn thắng.
(VĐ) = Vô địch; (XH) = Xuống hạng; (LH) = Lên hạng; (O) = Thắng trận Play-off; (A) = Lọt vào vòng sau. 
Chỉ được áp dụng khi mùa giải chưa kết thúc: 
(Q) = Lọt vào vòng đấu cụ thể của giải đấu đã nêu; (TQ) = Giành vé dự giải đấu, nhưng chưa tới vòng đấu đã nêu.

## Vòng Playoff Vô địch
| XH | Đội           | Tr | T | H | T | BT | BB | HS  | Đ  | Lên hay xuống hạng                                                 |
| -- | ------------- | -- | - | - | - | -- | -- | --- | -- | ------------------------------------------------------------------ |
| 1  | Tefana (C)    | 10 | 8 | 1 | 1 | 43 | 14 | +29 | 39 | Tham dự Giải bóng đá vô địch các câu lạc bộ châu Đại Dương 2014–15 |
| 2  | Pirae         | 10 | 8 | 1 | 1 | 45 | 12 | +33 | 39 |                                                                    |
| 3  | Central Sport | 10 | 5 | 0 | 5 | 23 | 28 | −5  | 29 |                                                                    |
| 4  | Dragon        | 10 | 2 | 1 | 7 | 24 | 38 | −14 | 21 |                                                                    |
| 5  | Manu-Ura      | 10 | 3 | 1 | 6 | 14 | 25 | −11 | 20 |                                                                    |
| 6  | Roniu         | 10 | 1 | 2 | 7 | 14 | 46 | −32 | 17 |                                                                    |

Cập nhật đến ngày 21 tháng 3 năm 2015
Nguồn: RSSSF
Quy tắc xếp hạng: 1. Điểm; 2. Hiệu số bàn thắng; 3. Số bàn thắng.
(VĐ) = Vô địch; (XH) = Xuống hạng; (LH) = Lên hạng; (O) = Thắng trận Play-off; (A) = Lọt vào vòng sau. 
Chỉ được áp dụng khi mùa giải chưa kết thúc: 
(Q) = Lọt vào vòng đấu cụ thể của giải đấu đã nêu; (TQ) = Giành vé dự giải đấu, nhưng chưa tới vòng đấu đã nêu.